# Sauveur Millazzo
Sauveur Millazzo est un footballeur d'origine italienne actif en Tunisie. Il évolue au poste de gardien de but au sein du Club africain.

## Biographie
Milazzo a gardé les buts du Club africain jusqu'aux années 1950 et reste une légende vivace parmi les Italiens de Tunisie. Ses oppositions avec Abdelaziz Ben Tifour demeurent inoubliables.

## Carrière
- 1942-1950 : Club africain (Tunisie)[1]

## Palmarès
Club africain
- Championnat de Tunisie (2) : 
  - Champion : 1947 et 1948.